# Champlay
Champlay es una localidad y comuna francesa situada en la región de Borgoña, departamento de Yonne, en el distrito de Auxerre y cantón de Joigny.

## Demografía
| 679 | 789 | 753 | 784 | 898 | 832 | 912 | 975 | 935 | 901 | 870 | 849 | 766 | 736 | 750 | 734 | 697 | 674 | 650 | 630 | 512 | 564 | 570 | 549 | 539 | 609 | 578 | 536 | 556 | 637 | 675 | 628 | 659 |
| Para los censos de 1962 a 1999 la población legal corresponde a la población sin duplicidades (Fuente: INSEE [Consultar]) |     |     |     |     |     |     |     |     |     |     |     |     |     |     |     |     |     |     |     |     |     |     |     |     |     |     |     |     |     |     |     |     |